# Comando delle scuole dell'Arma dei Carabinieri
Il Comando delle scuole dell'Arma dei Carabinieri è al vertice dell'organizzazione addestrativa dell'Arma dei Carabinieri. Ha sede in Roma ed è retto da un Generale di Corpo d’Armata.
Assicura univocità di indirizzo addestrativo e didattico, perseguendo l'elevazione del livello professionale del personale ed esercita il comando sugli istituti d'istruzione dell'Arma dei Carabinieri;

## Struttura
Sono alle dirette dipendenze del Comando delle Scuole dell’Arma:
- Scuola ufficiali carabinieri
- Scuola allievi marescialli e brigadieri carabinieri
  - 1º Reggimento allievi di Firenze
  - 2º Reggimento allievi di Velletri
- Legione allievi carabinieri
- Centro Sportivo Carabinieri
- Centro di Psicologia Applicata per la Formazione
- Ispettorato degli Istituti di Specializzazione :
  - Scuola carabinieri di perfezionamento al tiro;
  - Scuola forestale carabinieri di Cittaducale;
  - Centro addestramento alpino;
  - Centro Lingue estere;
  - Centro Cinofili Carabinieri;
  - Centro Carabinieri Subacquei;
  - Istituto Superiore di Tecniche investigative.